# Monoblastus nigriventus
Monoblastus nigriventus är en stekelart som beskrevs av Lee och Cha 1993. Monoblastus nigriventus ingår i släktet Monoblastus och familjen brokparasitsteklar. Inga underarter finns listade i Catalogue of Life.